# Labarthe-Bleys
Labarthe-Bleys é uma comuna francesa na região administrativa de Occitânia, no departamento de Tarn. Estende-se por uma área de 9,06 km². Em 2010 a comuna tinha 76 habitantes (densidade: 8,4 hab./km²).